# Jesulín de Ubrique
Jesús Janeiro Bazán, més conegut com a Jesulín de Ubrique (Ubrique, Cadis, 9 de gener de 1974) és un torero andalús que rebé l'alternativa el 21 de setembre de 1990 a Nimes i la confirmació el 25 de maig de 1992. Destaca especialment per la seva tècnica i enteresa. Actualment està retirat i posseeix una ramaderia.
La seva consagració fou l'any 1994 en què torejà 153 corregudes i tallà 339 orelles. L'any següent feu encara més actuacions, 161, i en tallà 279. Segons molts experts, aquest excés de corregudes perjudicà clarament el seu estil, malgrat que el va fer immensament ric. Com a curiositat val a dir que l'any 1995 va fer una correguda gratuïta a Aranjuez tan sols per a dones, fet que li valgué el sobrenom de torero de les dones.
L'any 1999 es retirà temporalment del toreig per manca de motivació, i reaparegué l'any 2001. Des d'aleshores va fer menys actuacions per any, i això li permeté recuperar el seu bon estil dels principis.
En paral·lel a la seva popularitat com a matador de braus, Jesulín també començà a esdevenir un personatge habitual de la premsa del cor per la seva vida personal.